# マクミン郡 (テネシー州)
座標: 北緯35度25分 西経84度37分 / 北緯35.42度 西経84.62度
マクミン郡（英: McMinn County）は、アメリカ合衆国のテネシー州にある郡。2000年国勢調査時の人口は4万9015人であった。郡庁所在地はアセンズ (Athens)。

## 歴史
この郡は1819年にインディアンの土地から設立され、独立戦争の司令官から準州議会議員、州上院議長を経てテネシー州知事（任 1815年 - 1821年）にまで上りつめたジョゼフ・マクミン（1758年 - 1824年）にちなみ名づけられた。マクミンは1824年10月17日に亡くなり、郡内キャルフーンのシロー長老派墓地に埋葬された。

## 地理
国勢調査局によると、この郡の総面積は1119平方キロ（432平方マイル）で、うち1114平方キロ（430平方マイル）が陸地、総面積の0.45%にあたる5平方キロ（2平方マイル）が水域となっている。
隣接する郡
- ローン郡（北）
- ラウドン郡（北東）
- モンロー郡（東）
- ポーク郡（南東）
- ブラッドリー郡（南西）
- メグズ郡（西）

国立保護区
- チェロキー国有林（一部）

## 人口動態
2000年国勢調査時点で、この郡には4万9015人、1万9721世帯、1万4317家族が暮らしている。人口密度は1平方キロあたり44人で、平方マイルに換算すると114人となる。住居数は2万1626軒で、1平方キロに平均19軒（1平方マイルあたりでは50軒）が建っていることになる。住民のうち白人は92.72%、アフリカ系は4.48%、ネイティブ・アメリカンは0.27%、アジア系は0.70%、太平洋諸島系は0.02%、その他の人種は0.75%を、混血は1.06%を、ヒスパニック（ラテン系）は1.80%を占める。

2000人口ピラミッド

1万9721世帯のうち31.4%は18歳未満の子どもと暮らしており、58.7%は夫婦で生活している。10.6%は未婚の女性が世帯主であり、27.4%は家族以外の住人と同居している。24.4%が独り身世帯で、10.4%を独居老人の世帯が占める。1世帯あたりの平均構成人数は2.45人、家庭の平均構成人数は2.90人である。
住民のうち23.9%が18歳未満の未成年、8.4%が18歳以上24歳以下、28.5%が25歳以上44歳以下、24.8%が45歳以上64歳以下、14.3%が65歳以上となっており、平均年齢は38歳である。女性100人に対して男性が93.4人いる一方、18歳以上の女性100人に対しては89.8人いる。
一世帯あたりの平均収入は3万1919米ドルで、家族ごとでは3万8992米ドルである。男性の平均収入は3万1051米ドル、女性の平均収入は2万524米ドルで、労働者でない人々も含めた住民一人当たりの収入は1万6725米ドルとなる。総人口の14.5%、家族の10.9%、18歳未満の子どもの18.2%、および65歳以上の老人の16.8%は貧困線以下の収入で生計を立てている。

## 都市および町
- アセンズ (en:Athens, Tennessee)
- キャルフーン (en:Calhoun, Tennessee)
- エングルウッド (en:Englewood, Tennessee)
- エトワ (en:Etowah, Tennessee)
- ニオータ (en:Niota, Tennessee)
- スウィートウォーター (en:Sweetwater, Tennessee) - モンロー郡との境に位置する

非法人地域
- クラクストン (en:Claxton, Tennessee)
- デラノ (Delano)
- マウントバード (en:Mount Verd, Tennessee)
- ライスビル (en:Riceville, Tennessee)